# Galena River
Der Galena River (auch bekannt als Rivière aux Fèves, Fevre oder Fever River) ist ein 84,3 km langer linker Nebenfluss des Mississippi im Mittelwesten der Vereinigten Staaten.

## Geografie
Der Fluss entspringt nördlich von Benton im Lafayette County in Wisconsin, durchfließt das Lafayette County, um danach weiter südlich das Jo Daviess County in Illinois zu erreichen. Dort durchfließt er die gleichnamige Stadt Galena und mündet etwa 2 km südwestlich in den Oberlauf des Mississippi.
Der Fluss durchfließt das Driftless Area genannte eiszeitlich geformte Plateau, das sich über das südöstliche Minnesota, das südwestliche Wisconsin, das nordöstliche Iowa und das äußerste nordwestliche Illinois erstreckt. Bei der letzten Eiszeit, der so genannten Wisconsin Glaciation blieb die Region eisfrei, sodass sich das Flusstal des Galena River auch während dieser Zeit tiefer in das Plateau einschneiden konnte.

## Geschichte
Der Fluss war zuerst bekannt als "Rivière aux Fèves" und "Bean River" wegen der an seinen Ufern häufig vorkommenden wilden Bohnen. Durch die Verballhornung des französischen Namens entstand auch der Name "Fever River" für den Fluss.
Der Krieg von 1827 gegen die Winnebago war auch als "Fevre River War" bekannt und nach dem Fluss benannt.

## Namensvarianten
- Apea Sepee[1]
- Febure River[1]
- Febvre River[1]
- Fever River[1]
- Fevre River[1]
- LaRiviere River[1]
- Mecapiasipo[1]
- River of Mines[1]
- Riviere de la Fievre[1]
- Riviere des Feves[1]